# Kronos, il conquistatore dell'universo
Kronos, il conquistatore dell'universo (Kronos) è un film del 1957 diretto da Kurt Neumann. È un film di fantascienza statunitense indipendente in bianco e nero che narra di un'invasione aliena tramite un robot gigante.

## Trama
A poche miglia dalla costa messicana si inabissa un disco volante. Dopo poco tempo, emerge dal mare un gigantesco e minaccioso robot dall'aspetto di un monolite, Kronos: lo scopo della sua visita sulla Terra è assorbire e immagazzinare quanta più energia possibile, per poi trasportarla sul pianeta morente dal quale proviene, dove verrà trasformata nuovamente in preziosa materia, allo scopo di ricostruire quel lontano mondo.
La missione programmata dell'automa, che è protetto da una corazza praticamente impenetrabile composta da un materiale sconosciuto ai terrestri, si preannuncia portatrice di una grave sciagura per l'intera umanità: il misterioso robot inizia infatti a compiere devastanti operazioni di assorbimento energetico dalle centrali energetiche, dalle linee elettriche e dalle città, riducendo rapidamente la Terra all'oscurità più totale.
Il suo compito è agevolato dall'aiuto informativo telepatico del direttore dell'osservatorio astronomico che ha seguito la caduta dell'asteroide, soggiogato da un'avanguardia aliena. La sicurezza nazionale, compreso il letale pericolo che l'umanità intera sta correndo, decide senza esitazione la distruzione di Kronos con ogni mezzo possibile.
Tuttavia, nonostante il massiccio impiego di potenti ordigni nucleari, l'attacco contro il misterioso robot non sortisce alcun effetto. I tentativi si susseguono, ma i loro esiti non cambiano. Ormai demoralizzati, gli scienziati che si occupano della lotta contro il robot, proprio quando ormai sono propensi alla resa, intravedono all'improvviso una via di uscita che potrebbe essere vincente.
Si tratterebbe di mettere a punto una soluzione di tipo chimico ed elettrico, consistente nel far interagire tra i due elettrodi situati sulla sommità del corpo dell'automa, positivo e negativo, un materiale con caratteristiche radioattive isotopiche, lanciato da un aereo. Si prevede, tramite l'uso di tale accorgimento, di poter invertire i poli degli elettrodi innescando in tal modo nel robot stesso un processo di tipo autodistruttivo e danneggiare così in modo irreparabile le sue funzionalità principali.
Il tentativo ha successo: il robot soccombe definitivamente e l'umanità tira un sospiro di sollievo per lo scampato pericolo.

## Produzione
Si tratta di un film indipendente in bianco e nero, girato in economia in poco più di due settimane (da metà gennaio alla fine di gennaio del 1957) in California.

### Cast
Kurt Neumann, regista tedesco che in Germania aveva subito persecuzioni da parte dei nazisti, è anche l'autore dei già noti RX-M Destinazione Luna e L'esperimento del dottor K.. Nella produzione sono presenti altre tre figure rilevanti: Irving Block, sceneggiatore de Il pianeta proibito, Karl Struss, un operatore precedentemente con Murnau, e Gene Warren, che sarà addetto agli effetti speciali ne L'uomo che visse nel futuro.

## Accoglienza

### Critica
All'uscita del film nel 1957, Variety diede al film una recensione favorevole: "Kronos è un film fantascientifico ben fatto, con un budget modesto che vanta degli effetti speciali di qualità che avrebbero dato credito a un film con un finanziamento più alto [...] John Emery è convincente come capo del laboratorio costretto dall'intelligenza spaziale a dirigere il mostro. Barbara Lawrence è impegnata in una particina femminile, ma carina".
Fantafilm scrive che "Kronos è stato rivalutato - a dispetto della povertà di mezzi [...] - come film anticipatore di alcuni temi molto attuali, in quanto ipotizza il tracollo della civiltà industriale a seguito della crisi energetica. [...] Interessante, comunque, è l'idea di uno sfruttamento della Terra da parte di un popolo extraterrestre che utilizza allo scopo non i soliti dischi volanti, ma un robot ciclopico.